# Друга Українська дивізія Української національної армії
Друга Українська дивізія Української національної армії (II УД УНА) — формування у складі Української національної армії, сформованої на німецькому боці наприкінці німецько-радянської війни.

## Формування дивізії
Від початку 1945 р. оформилася у Німеччині Друга Українська Дивізія під командою полковника Петра Дяченка і брала участь в боях з більшовиками в Чехословаччині вже при самому кінці Другої Світової війни. Ще у спогадах звалася 2-ю бригадою.
Одночасно з протитанковою формувалась піхотна бригада 2-ї УД УНА, під командуванням колишнього начальника поліції Львова майора Володимира Пітулея. Внаслідок того, що обидва з'єднання створювались під патронатом СС, основний склад бригад набирався передусім з підвладних РФСС, а не Вермахту, українських формацій. Основою для піхотної бригади стали українські шуцбатальйони, відведені з Генерал-губернаторства (ГГ), які поступово переформовувались і зводились в одне ціле в районі Праги. Оскільки більшість галицьких частин «шума» складалися з колишніх поліцаїв з Рейхскомісаріату Україна (РКУ), вони ввійшли і до бригади. Її загальна чисельність на 2 квітня становила 3 400 осіб. Барвінський Борис керував 2-м полком.
Найголовніше, що відрізняло бригади 2-ї УД від інших українських частин, в тому числі і дивізії «Галичина» було те, що в цьому з'єднанні не було жодного німця, крім зв'язкового офіцера. Командування було унітарним і виключно українським, а вояки чітко уявляли, за що борються. Цей моральний момент був підкріплений матеріальним стимулом — Шандрук взяв в Райхсбанку позику у 80000 РМ, з якої всім солдатам 2-ї УД видали по 50, а офіцерам — по 250 марок.
Андрій Долуд очолював Запорізький загін УВК (Ost-Nachschub-Bataillon 651) у складі Вермахту, який у 1945 увійшов до складу 2-ї Української дивізії УНА.

## Участь в бойових діях
17 квітня 1945 року 2-га бригада УНА була кинута в бій під Бауценом, і виявила себе з найкращого боку. ЇЇ вояки взяли участь у тактичному контрнаступі залишків танкового корпусу «Герман Герінг» під командуванням «панцерграфа» Гіацинта фон Штрахвітца з метою відкинути радянські війська від автобана Бауцен-Дрезден. В ході наступу вона розбила 19-й полк 7-ї дивізії Війська польського, і захопила в полон 300 поляків, включно з командиром дивізії.
Вихідці з шуцманшафту РКУ взяли участь і у єдиній відомій бойовій операції частин УНА, здійсненій в останні місяці війни вже у своїх власних інтересах, а не з метою утримання німецького Східного фронту. Протягом березня 1945 року полковник Павло Терещенко, командир «бригади Вільного козацтва» в складі УНА, сформував 2 розвідувальні групи з українців-випускників розвідшкіл Абверу. Більшість з них були колишніми шуцманами з різних регіонів РКУ, евакуйованими до ГГ, де служили у 206-му і 207-му шуцбатальйонах. Для керівництва ними Терещенко добився звільнення з концтабору уродженця Сум Василя Лазаренка. До арешту останній був агентом ОУН у складі 206-го батальйону, і був заарештований СД за підготовку переходу частини на бік УПА.
Розвідники були зведені у 2 групи — агентів-нелегалів (33 бійці) і диверсантів (15 бійців), і 8 квітня перекинуті через лінію фронту на територію Чехословаччини, в район села Лашковце. Їхнім завданням було пробратись у зайняті Червоною армією західні області України, налагодити зв'язок з УПА, допомогти їм у боротьбі і в майбутньому координувати можливу взаємодію з УНА. Попри те, що розвідники були одягнені й оснащені, як червоноармійці, пройти прифронтову зону без пригод їм не вдалось — обидві групи були втягнуті в сутички з чеською міліцією і частинами охорони тилу РККА, і зазнали втрат. На 10-й день рейду, виходячи з украй складної ситуації, командир наказав групам розосередитись і далі просочуватись з чергового оточення командами по 2-3 бійці. Більшість із них була затримана або знищена радянськими військами, однак щонайменше 8 розвідників таки пробрались в Україну. Двоє з них були заарештовані згодом, у 1951 і 1953 роках, ще шестеро — із уже відомих радянським органам держбезпеки — станом на середину 50-х і далі знаходились в розшуку.